# Крымская Роза
Кры́мская Ро́за (ранее Кра́сная Ро́за; укр. Кримська Роза, крымскотат. Krımskaya Roza, Крымская Роза) — село в Белогорском районе Республики Крым, центр Крымскорозовского сельского поселения (согласно административно-территориальному делению Украины — Крымскорозовского сельского совета Автономной Республики Крым).

## Население
| 2001 | 2014  |
| ---- | ----- |
| 1721 | ↗1755 |

Всеукраинская перепись 2001 года показала следующее распределение по носителям языка
| Язык             | Процент |
| ---------------- | ------- |
| русский          | 87.1    |
| украинский       | 6.57    |
| крымскотатарский | 4.88    |
| другие           | 0.75    |

### Динамика численности
- 1939 год — 442 чел.[10]
- 1989 год — 2561 чел.[10]
- 2001 год — 1721 чел.
- 2009 год — 2162 чел.[11]
- 2014 год — 1755 чел.[12]

## Современное состояние
На 2017 год в Крымской Розе числится 17 улиц и 2 переулка; на 2009 год, по данным сельсовета, село занимало площадь 191 гектар на которой, в 772 дворах, проживало 2162 человека. В селе действуют средняя общеобразовательная школа, детский сад «Розочка», сельский Дом культуры, библиотека-филиал № 34, амбулатория общей практики семейной медицины, отделение Почты России, храм Иверской иконы Божией Матери. Крымская Роза связана автобусным сообщением с райцентром, Симферополем и соседними населёнными пунктами.

## География
Крымская Роза находится на западе района, в предгорье Крымских гор, в долине ручья Монтанай, правого притока Зуи. Высота центра села над уровнем моря — 294 м. Ближайшие сёла: Зуя — менее 1 км западнее, Цветочное — в 2 км к востоку и Ароматное в 1,5 км к югу . Расстояние до райцентра — около 21 километра (по шоссе), до ближайшей железнодорожной станции Симферополь примерно 24 километра. Транспортное сообщение осуществляется по региональной автодороге 35К-003 Симферополь — Феодосия (по украинской классификации — P-23).

## История
Село основано в 1930 году, в составе ещё Симферопольского района, как посёлок треста «Лектехсырьё» для выращивания эфирномасличных культур и первоначально называлось Красная Роза. Постановлением ВЦИК от 10 июня 1937 года был образован новый, Зуйский район, в который вошло село. По данным всесоюзной переписи населения 1939 года в селе проживало 442 человека.
В 1944 году, после освобождения Крыма от фашистов, 12 августа 1944 года было принято постановление № ГОКО-6372с «О переселении колхозников в районы Крыма» и в сентябре 1944 года в район приехали первые новоселы (212 семей) из Ростовской, Киевской и Тамбовской областей, а в начале 1950-х годов последовала вторая волна переселенцев из различных областей Украины. С 25 июня 1946 года село в составе Крымской области РСФСР, а 26 апреля 1954 года Крымская область была передана из состава РСФСР в состав УССР. После упразднения 24 сентября 1959 года Зуйского района, село вновь включили в Симферопольский. Время включения в Зуйский поссовет пока не установлено: на 15 июня 1960 года село уже числилось в его составе. Указом Президиума Верховного Совета УССР «Об укрупнении сельских районов Крымской области», от 30 декабря 1962 года Симферопольский район был упразднён и село присоединили к Белогорскому.
Административно, на уровне сельсовета, в послевоенное и, видимо, довоенное время село входило в состав Зуйского поссовета. По данным переписи 1989 года в селе проживал 2561 человек. 5 июня 1990 года был образован Крымскорозовский сельсовет. С 12 февраля 1991 года село в восстановленной Крымской АССР, 26 февраля 1992 года переименованной в Автономную Республику Крым. С 21 марта 2014 года в составе Крыма аннексирована Россией.